# HD246276
HD246276 є хімічно пекулярною зорею спектрального класу
B9 й має видиму зоряну величину в смузі V приблизно 10,8.

## Пекулярний хімічний вміст
Зоряна атмосфера HD246276 має підвищений вміст 
Si
.